# 米内瓦地区马尔沃
米内瓦地区马尔沃（法語：Malves-en-Minervois）是法国奥德省的一个市镇，位于该省北部，属于卡尔卡松区。该市镇2009年时的人口为854人。

## 人口
米内瓦地区马尔沃人口变化图示
| 数据来源：INSEE |